# MU90 Impact
MU90 Impact je pokročilé lehké 324mm protiponorkové torpédo vyvinuté francouzsko-italským konsorciem EuroTorp. Představuje jednu z technologicky nejpokročilejších zbraní své kategorie. Slouží k ničení všech typů konvenčních a jaderných ponorek (včetně těch s dvoutrupou konstrukcí a anechoickým potahem), sekundárně může útočit na hladinové cíle. Vyniká kvalitním naváděním, rychlostí, tichým chodem a velkým dosahem. Je účinné jak proti ponorkám operujícím ve velkých hloubkách, tak proti těm plujícím v pobřežních vodách. Nevýhodou je jeho vysoká cena. Vypouštěno může být z válečných lodí, letadel a vrtulníků. Tvoří také bojovou část raketového torpéda MILAS. Nachází se ve výzbroji námořnictev Alžírska, Austrálie, Dánska, Egypta, Francie, Itálie, Německa, Maroka a Polska.

## Vývoj

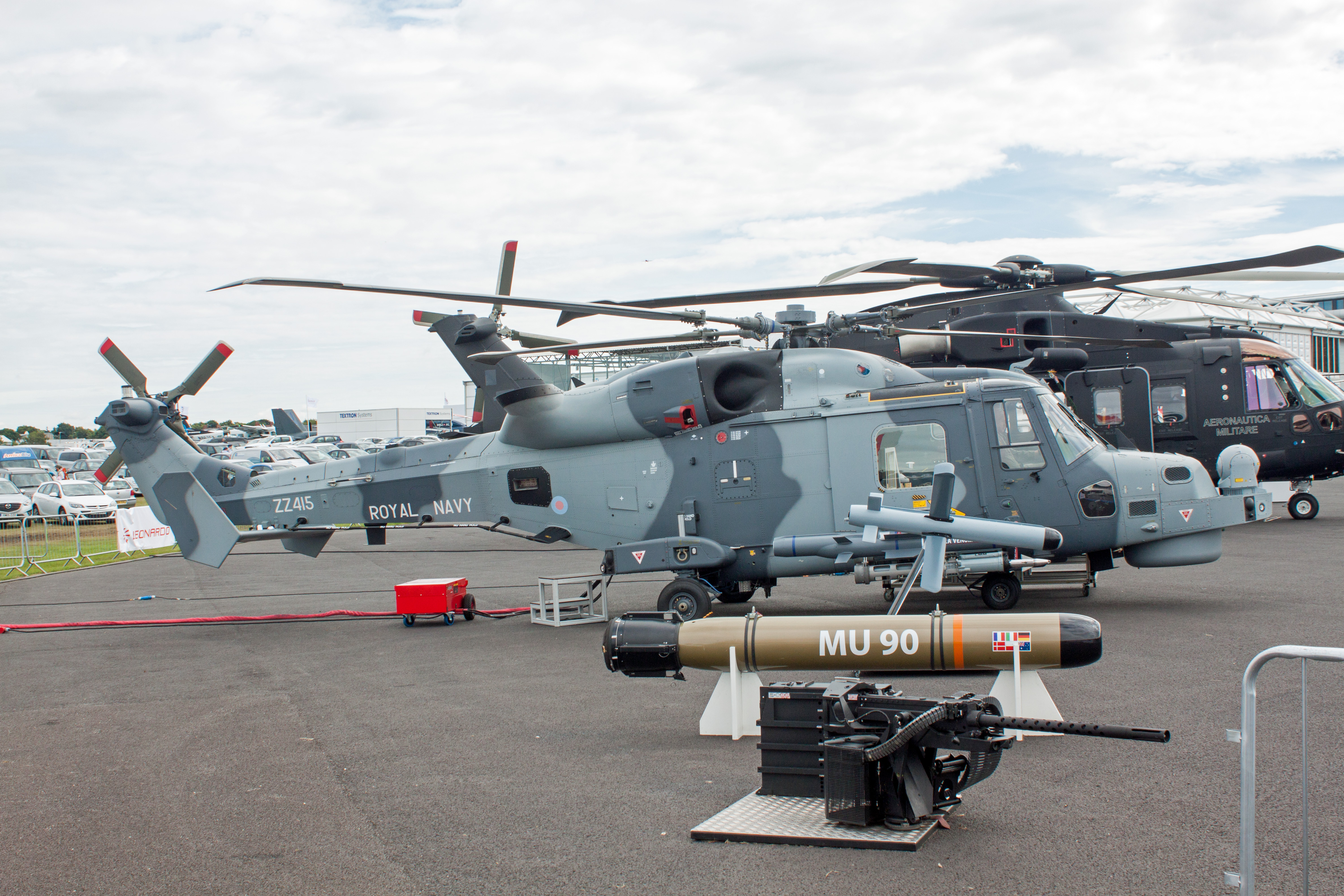
Protiponorkový vrtulník Lynx Wildcat s torpédem MU90 Impact

Na konci 70. let 20. století se francouzské a italské námořnictvo začaly zabývat perspektivní náhradou svých protiponorkových torpéd. Francouzské námořnictvo v 70. letech vypsalo požadavky na torpédo, které by nahradilo lodní 533mm protiponorková torpéda L5 a L4 a americká 324mm lehká torpéda Mk.44. V letech 1976-1982 Francie neúspěšně jednala se Spojeným královstvím o připojení k programu Sting Ray. Výsledkem bylo, že námořnictvo provizorně pořídilo americká torpéda Mk.46 a zbrojovka DCN roku 1983 zahájila vývoj pokročilého torpéda NTL-90 Murène. To se vyznačovalo velmi pokročilou naváděcí hlavicí, rychlostí až 53 uzlů, hloubkovým dosahem až 1000 metrů a výkonným pohonem „pump-jet“. Italské námořnictvo řešilo podobný problém jako to francouzské, a proto firma Whitehead zahájila roku 1981 vývoj pokročilého torpéda A290, nástupce lehkého torpéda A244. První zkoušky NTL-90 a A290 začaly roku 1986, obě společnosti se však potýkaly s vážnými vývojovými obtížemi a překročením nákladů. Vlády Francie a Itálie se proto roku 1991 rozhodly oba programy sloučit a torpédo bylo přejmenováno na MU90 Impact.
Pro vývoj a výrobu torpéda bylo zanedlouho založeno konsorcium EuroTorp, tvořené italskou zbrojovkou Whitehead Alenia Sistemi Subacquei (WASS) a francouzskými DCN (později DCNS) a Thomson-Sintra ASM (později Thales Underwater Systems). MU90 Impact ve své konstrukci v zásadě kombinuje navádějí hlavici, software a baterii z typu NTL-90 a bojovou hlavici, řídicí systém a celou zadní část typu A290. Úvodní fáze vývoje skončila roku 1992. První zkušební odpal torpéda proběhl dne 2. srpna 1994. Roku 1997 si torpéda objednala námořnictva Francie, Německa a Itálie. Později se přidalo Dánsko, Austrálie a Polsko. Dodávky předsériových torpéd byly zahájeny roku 2002. Sériová výroba torpéd MU90 Impact byla zahájena roku 2007.

## Konstrukce

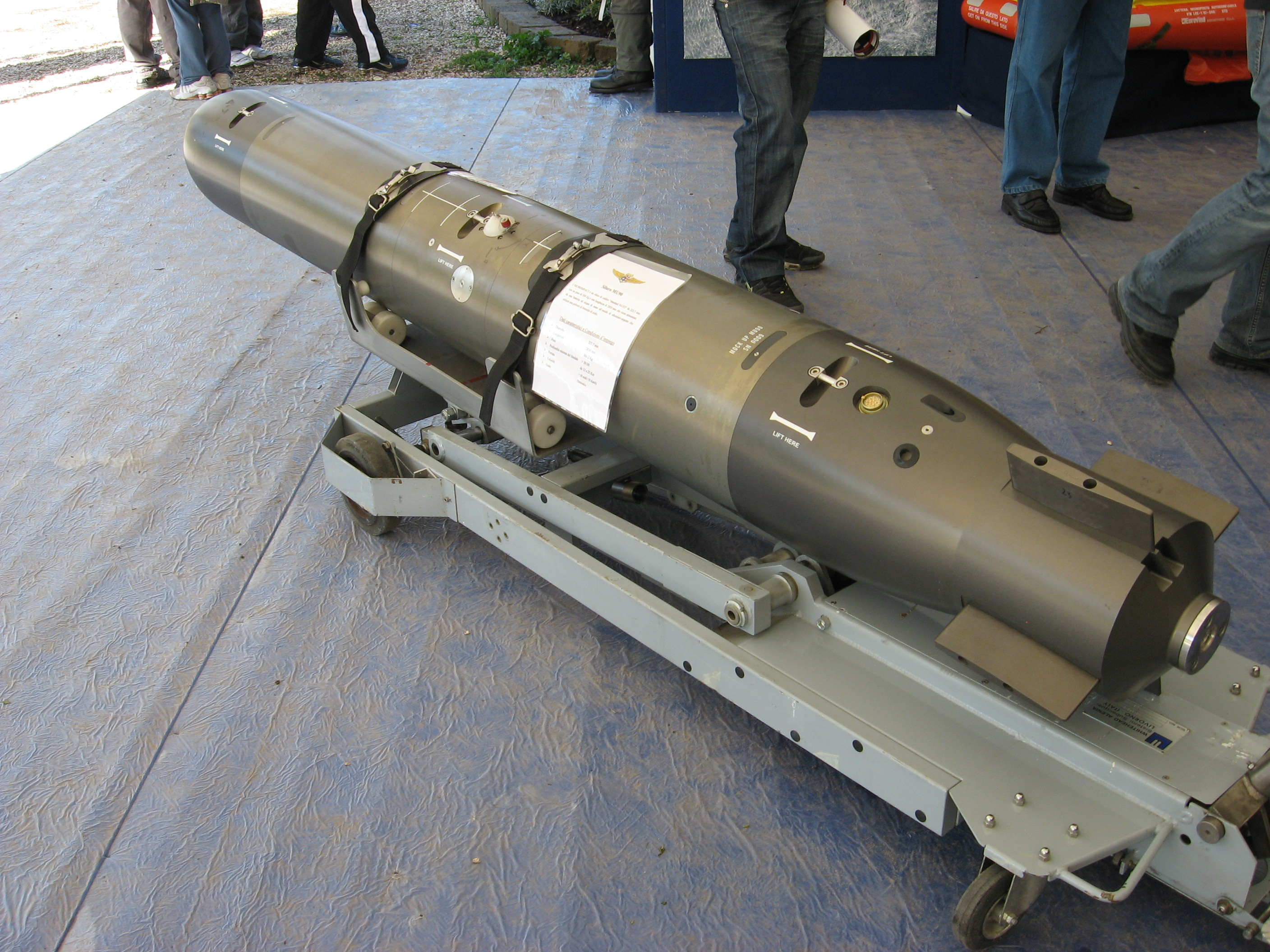
Zadní část torpéda MU90 Impact

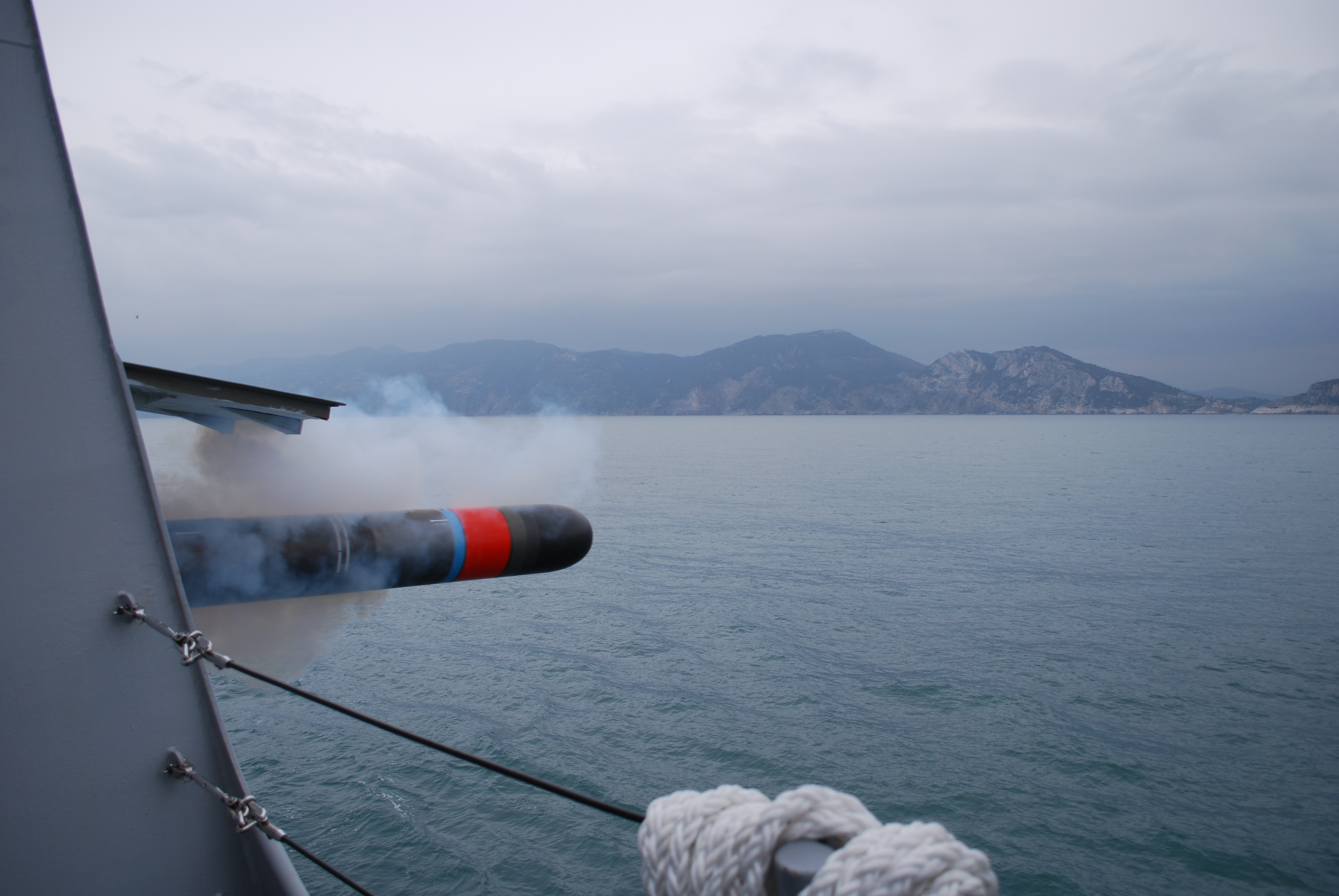
Vypuštění torpéda MU90 Impact z italského torpédoborce Caio Duilio (D 554)

Torpédo má 2,85 metru dlouhý válcový trup s největším průměrem 324 mm a modulovou konstrukci. Jeho přední část obsahuje naváděcí hlavicí, za kterou je bojová hlavice (popř. cvičná sekce), řídící jednotka, baterie a pohonný systém. Řízení zajišťují čtyři kormidla na zádi. Délka a hmotnost torpéda se u jednotlivých verzí (námořní, letecká, vrtulníková, MILAS) mírně liší, protože jsou torpéda optimalizována pro vypouštění z nosičů pohybujících se různou rychlostí (např. zatímco námořní má na zádi rukáv, který torpédo stabilizuje při pádu, letecké je vybaveno ochranným krytem pohonu a stabilizačním padákem).
Digitální naváděcí hlavice je vybavena sonarem s dopředným snímáním, která může pracovat v aktivním i pasivním režimu. Hlavice má v aktivním režimu dosah 2500 metrů, přičemž může najednou sledovat až 10 cílů. V aktivním režimu sonar generuje 47 svazků zvukových pulzů v šesti frekvenčních pásmech a širokém rozsahu kmitočtů. Pulzy jsou generovány postupně, či ve skupinách. Sonar je schopen najednou zpracovávat signály více svazků ve více kmitočtech, což zlepšuje odolnost torpéda proti rušení. Torpédo je navíc schopno lokalizovat a zaútočit na ponorky ležící na mořském dně. Zároveň jej lze naprogramovat tak, aby svůj cíl napadlo optimálním způsobem, popř. aby se vyhýbalo určitým oblastem (např. když se v nich pohybují vlastní plavidla).
Kumulativní bojová hlavice má hmotnost 50 kg, z čehož je 32 kg vysoce účinné trhaviny TATB. Výbuchem hlavice vzniká kumulativní paprsek, který může propálit dvojitý trup obvyklý například u ruských ponorek.
Pohonný systém tvoří vysokootáčkový elektromotor STN Atlas o výkonu 120 kW napájený AgO-Al bateriemi Saft. Elektromotor má, na rozdíl od starších torpéd, plynule měnitelný výkon (po jednom uzlu rychlosti). Baterie má anodu z oxidu stříbrného a hliníkovou katodu, přičemž elektrolytem je hydroxid sodný. Ten se zkapalní až při kontaktu s mořskou vodou, baterie jsou tedy plně funkční až po ponoření torpéda. Elektromotor pohání tichý pohon typu pump-jet.

## Varianty
- MU90 Impact – Základní verze torpéda, jen mírně upravená podle typu nosiče (loď, letadlo, nebo vrtulník).
- MILAS – Raketové torpédo nesoucí v přídi torpédo MU90 Impact.
- MU-09HK – Plánovaný protitorpédový „hard-kill“ systém představený roku 1998.

## Uživatelé
- Alžírsko – Fregaty třídy Erradii.[7]
- Austrálie – Nejprve objednala 60 kusů. Nesou je torpédoborce třídy Hobart a fregaty třídy Anzac a Adelaide.[5] Kvůli technickým obtížím bylo upuštěno od integrace na hlídkové letouny AP-3C Orion a vrtulníky SH-2G(A).[8]
- Dánsko – Roku 1998 objednalo 10 torpéd pro hlídkové lodě třídy Flyvefisken.[5] Nesou je také fregaty třídy Absalon a Iver Huitfeldt.
- Egypt – Fregata třídy FREMM a korvety třídy El Fateh.[9]
- Francie – První odběratel torpéda MU90 Impact. Roku 1997 bylo objednáno 600 kusů pro fregaty třídy Georges Leygues a Horizon, námořní vrtulníky Lynx a námořní hlídkové letouny Atlantique 2.[5] Torpéda ponesou perspektivní fregaty třídy Amiral Ronarc'h.
- Itálie – Roku 1997 objednány pro torpédoborce třídy Durand de la Penne a Orrizonte, fregaty třídy Maestrale, letadlovou loď Guiseppe Garibaldi a námořní vrtulníky NH90 a AW101.[5]
- Maroko – Fregata třídy FREMM.[10]
- Německo – Roku 1997 objednána torpéda pro fregaty třídy Brandenburg (F123) a Sachsen (F124).[5]
- Polsko – Objednalo 18 kusů.[5] Úspěšně integrovány na fregaty třídy O. H. Perry, americké vrtulníky SH-2(G) a dokonce sovětské vrtulníky Mi-14.[8]

## Hlavní technické údaje
- Průměr: 324 mm
- Hmotnost: 304 kg (námořní), 315,6 kg (letadla), 314,1 kg (vrtulníkové)
- Hmotnost bojové hlavice: 50 kg
- Délka: 2,85 m (námořní), 2,881 m (letecké), 2,858 mm (vrtulníkové)
- Dosah naváděcí hlavice: 2500 m
- Cestovní rychlost: 29 uzlů
- Maximální rychlost: 50+ uzlů
- Dosah: 12+ km (max. rychlost) / 25+ km (cest. rychlost)
- Operační ponor: 3-1000 m